# 'Ndrina Mandalari
La 'ndrina Mandalari è una famiglia (o 'ndrina) della 'ndrangheta calabrese, originaria di Guardavalle, ma oggi presente in tutta la Calabria. Sono alleati dei Novella, dei Gallico, dei Papalia, dei Romeo, dei Palamara, dei Macrì e dei Molè; inoltre, si suppone abbiano contatti anche con la 'Ndrina Morabito. Sono insediati a Milano, nonché nell'hinterland milanese, in particolare nei comuni di Rho, Pero, Bollate, Novate Milanese, Nova Milanese, Cormano, Cinisello Balsamo, Bresso, Cusano Milanino e Segrate. Sono attivi nei settori dell'edilizia, delle società immobiliari, del commercio internazionale di droga, del riciclaggio di denaro, della gestione dei rifiuti e degli appalti pubblici. Oltre a ciò, i Mandalari hanno stretti legami anche con la massoneria, di cui Giuseppe Mandalari, soprannominato il "commercialista" di Totò Riina, è Gran Maestro dell'Ordine e Gran Sovrano del RSAA. Dal punto di vista geografico, sono presenti perlopiù in Italia e, in America, negli Stati di New York, del Nevada e dell'Arizona.

## Esponenti di spicco
- Vincenzo Mandalari (1960), presunto boss[7][8][9].
- Annunziato Nunziato Mandalari (1956), fratello di Vincenzo.